# Revoluția Crizantemelor

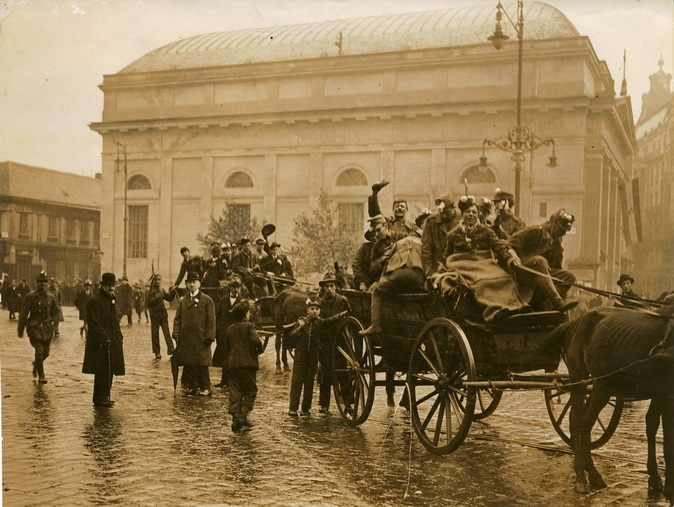
Revoluționari în timpul Revoluției Crizantemelor

Revoluția Crizantemelor ori Revoluția Mîja-de-toamnă a fost o revoluție din Ungaria condusă de socialistul Mihály Károlyi, fondatorul Republicii Democrate Ungare.
Károlyi a fost sprijinitorul Consiliului Național Social Democrat Maghiar, care a avut printre obiectivele sale obținerea independenței față de Imperiul Austro-Ungar. În primele ore ale zilei de 31 octombrie 1918, protestatarii sprijiniți de soldați, purtând crizanteme, au ocupat principalele clădiri publice din Budapesta. Primul ministru Sándor Wekerle a demisionat, iar fostul premier István Tisza a fost asasinat.
Până la sfârșitul aceleiași zile, regele Carol al IV-lea a acceptat rezultatul rebeliunii și l-a numit pe Károlyi ca premier. Pe 16 noiembrie 1918 a fost proclamată Republica Democrată Ungară, iar Károlyi a devenit primul președinte al țării.
În martie 1919 noua republică și-a încetat existența odată cu izbucnirea revoluției bolșevice și crearea Republicii Ungare a Sfaturilor. Și această republică a avut o existență efemeră, fiind înlocuită de Regatul Ungariei (1920–1944).